# Saunasaari (ö i Kymmenedalen, lat 60,42, long 27,42)
Saunasaari är en ö i Finland. Den ligger i Finska viken och i kommunen Fredrikshamn i landskapet Kymmenedalen, i den södra delen av landet. Ön ligger omkring 27 kilometer öster om Kotka och omkring 140 kilometer öster om Helsingfors.
Öns area är 6,7 hektar och dess största längd är 400 meter i sydöst-nordvästlig riktning.